# Alessandro Brissoni
Alessandro Brissoni (Firenze, 18 giugno 1913 – Milano, 12 marzo 1980) è stato un regista, sceneggiatore, scrittore, traduttore e illustratore italiano.

## Biografia
Fiorentino, diplomato presso l'Accademia nazionale d'arte drammatica e attivo nel teatro come scenografo e costumista, si impose presto nella regia.
Come regista di immagini filmate, Brissoni debuttò nel 1955 con il film per la televisione Don Pasquale, ispirato all'opera Don Pasquale di Gaetano Donizetti.
Negli anni a seguire si specializzò proprio nella regia di film per la televisione ispirati ad opere teatrali (Il mago Girafavola, inserito nel 1958 nella serie Il teatro dei ragazzi, Il malato immaginario, Macbeth) o romanzi (La donna serpente). Curò inoltre la sceneggiatura di due fra questi due suoi "sceneggiati": Angiò uomo d'acqua (1965) e Olenka (1973).
Fu attivo nella scrittura e nell'illustrazione di libri di fiabe e favole.
Morì nel 1980 e venne sepolto al cimitero maggiore di Milano; in seguito i suoi resti sono stati posti in una celletta.

## Televisione

### Autore

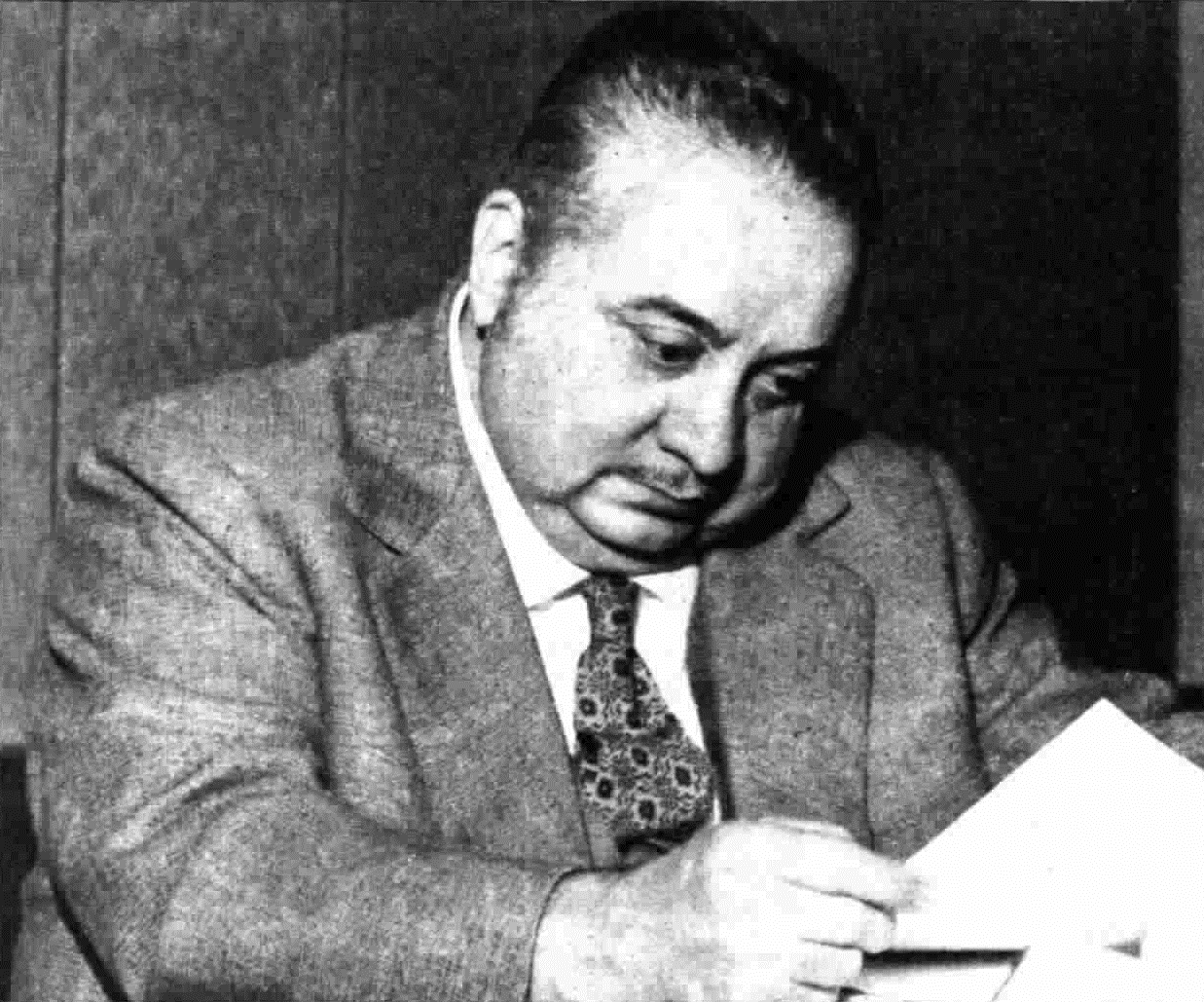
Alessandro Brissoni

- La triste storia del fungo Procopio, testo e regia di Alessandro Brissoni, 19 marzo 1954.
- Il fungo Procopio contro gli scorpioni scuri, testo e regia di Alessandro Brissoni, 28 settembre 1954.
- Il fungo Procopio e il mistero dei semi salati, testo e regia di Alessandro Brissoni, 13 novembre 1954.
- Il mago Girafavola, testo e regia di Alessandro Brissoni, 17 maggio 1958.
- La principessa Radicchio, testo e regia di Alessandro Brissoni, 23 ottobre 1958.
- La merenda sull'erba, testo e regia di Alessandro Brissoni, 14 luglio 1959.
- I pagliacci favolosi, girotondo di favole, testo e regia di Alessandro Brissoni, 6 aprile 1960.
- La principessa Radicchio di Alessandro Brissoni, regia televisiva di Carla Ragionieri, 7 ottobre 1964.
- Lo strano tè di Ping Tong Pè, testo e regia di Alessandro Brissoni, 17 dicembre 1968.
- I tre re di Ping Tong Pè, testo e regia di Alessandro Brissoni, 25 marzo 1969.
- Chicco di Riso, testo e regia di Alessandro Brissoni, 13 gennaio 1970.

### Regista
- Lungo viaggio per tornare a casa, di Eugene O'Neill, trasmesso il 10 marzo 1954.
- La triste storia del fungo Procopio, testo e regia di Alessandro Brissoni, 19 marzo 1954.
- Il canto della culla di Gregorio Martínez Sierra, 17 aprile 1954.
- Stasera a Samarcanda di Jacques Deval, 7 maggio 1954.
- Il decorato O’Flaherty di George Bernard Shaw, 16 giugno 1954.
- Come lui mentì al marito di lei di George Bernard Shaw, 16 giugno 1954.
- Paquebot Tenacity di Charles Vildrac, 2 luglio 1954.
- Il fungo Procopio contro gli scorpioni scuri, testo e regia di Alessandro Brissoni, 28 settembre 1954.
- L'elisir d'amore di Gaetano Donizetti, 23 ottobre 1954.
- Il fungo Procopio e il mistero dei semi salati, testo e regia di Alessandro Brissoni, 13 novembre 1954.
- Il mio cuore è sugli altipiani di William Saroyan, 3 dicembre 1954.
- Liliom di Ferenc Molnár, 14 gennaio 1955.
- Il garofano bianco di Robert Cedric Sherriff, 25 gennaio 1955.
- Dieci poveri negretti di Agatha Christie, 15 aprile 1955.
- Don Pasquale, musica di Gaetano Donizetti, 21 maggio 1955.
- Rinaldo e Armida di Jean Cocteau, 9 settembre 1955.
- Il principale di Luigi Barzini junior, 27 marzo 1956.
- Jack e Jill di Louisa May Alcott, 3 puntate, dal 10 al 24 settembre 1956.
- La cucina degli angeli di Albert Husson, 24 maggio 1957.
- Merluzzo di Marcel Pagnol, 20 dicembre 1957.
- Il mago Girafavola, testo e regia di Alessandro Brissoni, 17 maggio 1958.
- La principessa Radicchio, testo e regia di Alessandro Brissoni, 23 ottobre 1958.
- Il galantuomo per transazione di Giovanni Giraud, 5 giugno 1959.
- La merenda sull'erba, testo e regia di Alessandro Brissoni, 14 luglio 1959.
- Rabagas di Victorien Sardou, 16 novembre 1959.
- Battaglia di dame di Eugène Scribe ed Ernest Legouvé, 12 febbraio 1960.
- Occhio di pollo di Lorenzo Ruggi, 25 marzo 1960.
- I pagliacci favolosi, girotondo di favole, testo e regia di Alessandro Brissoni, 6 aprile 1960.
- Mariana Pineda di Federico García Lorca, 13 maggio 1960.
- Le signorine dai cappelli verdi di Albert e Germaine Acremant, 12 agosto 1960.
- Macbeth di William Shakespeare, 4 novembre 1960.
- Il malato immaginario di Molière, 2 dicembre 1960.
- L’ascensione di Augusto Novelli, 20 dicembre 1960.
- L’aver cura di donne è pazzia ovvero II cavalier parigino di Giovan Battista Fagiuoli, 14 febbraio 1961.
- Speranza di Henri Bernstein, 17 febbraio 1961.
- Il gioco è fatto di Noël Coward, 3 maggio 1961.
- Tonio, da Guy de Maupassant, 1 ottobre 1961.
- La ricetta miracolosa di Edmond Gondinet, 8 ottobre 1961.
- Lo schiaffo di Abraham Dreyfus, 15 ottobre 1961.
- I due Ivan di Nikolaj Gogol', 22 ottobre 1961.
- Una colazione dal maresciallo della nobiltà di Ivan Sergeevič Turgenev, 8 dicembre 1961.
- Quel signore che venne a pranzo di George S. Kaufman e Moss Hart, 22 dicembre 1961.
- Aquila bianca di Gici Ganzini Granata, 4 gennaio 1962.
- La collana di Dino Terra, 19 gennaio 1962.
- La ragazza sull’asfalto di Malcolm Hulke ed Eric Paice, 30 marzo 1962.
- L’incrinatura di Cesare Vico Lodovici, 21 maggio 1962.
- Il tempo e la famiglia Conway di John Boynton Priestley, 1 giugno 1962.
- Un lord in cucina di Sidney Blow e Douglas Hoare, 6 luglio 1962.
- Ricordati di Cesare di Gordon Daviot, 9 settembre 1962.
- Luna incostante di Philip Johnson, 12 ottobre 1962.
- La ballata dei poveri gabbati di Mario Federici, 21 ottobre 1962.
- Non si può pensare a tutto di Alfred de Musset, 4 novembre 1962.
- Le donne sapienti di Molière, 21 dicembre 1962.
- Il giocoliere della Vergine di Ronald Duncan, 6 gennaio 1963.
- Markheim, da Robert Louis Stevenson, 10 gennaio 1963.
- Il viaggio del signor Perrichon di Eugène Labiche ed Édouard Martin, 21 gennaio 1963.
- Papà Grandet, da Eugenia Grandet di Honoré de Balzac, 26 maggio e 2 giugno 1963.
- L'ospite sconosciuto di Charles Vildrac, 31 maggio 1963.
- L'Annuncio a Maria di Paul Claudel, 14 giugno 1963.
- Un ultimo sacrificio di Aleksandr Nikolaevič Ostrovskij, 21 giugno 1963.
- Marea di settembre di Daphne du Maurier, 1 novembre 1963.
- Casa a due porte non puoi sorvegliare di Pedro Calderón de la Barca, 14 febbraio 1964.
- Vacanze in compagnia di Michael Brett, 29 marzo 1964.
- Recite in provincia di Aleksandr Nikolaevič Ostrovskij, 5 agosto 1964.
- La principessa Radicchio di Alessandro Brissoni, regia televisiva di Carla Ragionieri, 7 ottobre 1964.
- Merluzzo di Marcel Pagnol, 25 dicembre 1964.
- Orfeo all’inferno, musica di Jacques Offenbach, 27 febbraio 1965.
- Angiò, uomo d’acqua, dal romanzo di Lorenzo Viani, 28 aprile 1965.
- Il fiore sotto gli occhi di Fausto Maria Martini, 10 settembre 1965.
- Il fucile di Papa della Genga, dal romanzo di Francesco Serantini, 1 ottobre 1965.
- Un bambino, originale televisivo di Belisario Randone, 24 dicembre 1965.
- Luce a gas di Patrick Hamilton, 15 aprile 1966.
- Vertu di Stanislas-André Steeman, 7 ottobre 1966.
- La Tancia di Michelangelo Buonarroti il Giovane, 27 gennaio 1967.
- Una brava persona di Michael Voysey, 1 marzo 1967.
- Week-end di Noël Coward, 15 agosto 1967.
- Le distrazioni del signor Antenore di Ermete Novelli, 23 settembre 1967.
- Turcaret di Alain-René Lesage, 14 novembre 1967.
- Natale in piazza di Henri Ghéon, 19 dicembre 1967.
- L'acqua cheta di Augusto Novelli, 2 gennaio 1968.
- Lo strano tè di Ping Tong Pè, testo e regia di Alessandro Brissoni, 17 dicembre 1968.
- L'elisir d'amore, musica di Gaetano Donizetti, 26 dicembre 1968.
- La buona speranza di Herman Heijermans, 9 febbraio 1969.
- I tre re di Ping Tong Pè, testo e regia di Alessandro Brissoni, 25 marzo 1969.
- Le avventure di Thyl Ulenspiegel di Tito Benfatto e Nico Orengo, 4 puntate, dal 2 al 23 dicembre 1969.
- La carriera, originale televisivo di Gladys Engely, 5 dicembre 1969.
- Chicco di Riso, testo e regia di Alessandro Brissoni, 13 gennaio 1970.
- Memorie lontane, dal romanzo di Guido Nobili, 16 dicembre 1971.
- Olenka, da Anton Čechov, 15 e 22 marzo 1973.
- Ciondolino, da Vamba, 8 puntate, dal 12 febbraio al 9 aprile 1974.
- Il corvo di Carlo Gozzi, 20 e 27 febbraio 1976.
- Il mostro turchino di Carlo Gozzi, 5 e 12 marzo 1976.
- La donna serpente di Carlo Gozzi, 26 marzo e 2 aprile 1976.

## Radio

### Autore
- La casa sopra le nuvole, regia di Nino Meloni, 31 agosto 1942.
- L’augellin Belverde, fantasia musicale, da Carlo Gozzi, regia di Nino Meloni, musiche di Armando Renzi, 21 gennaio 1943.
- Avventure di Radicchio, 4 puntate, dall’11 aprile al 2 maggio 1948.
- La scampagnata, testo e regia di Alessandro Brissoni, 5 febbraio 1959.
- L’altro mondo ovvero Gli stati e imperi della luna, testo e regia di Alessandro Brissoni, 1⁰ gennaio 1960.
- L’altro mondo ovvero Gli stati e imperi del sole, testo e regia di Alessandro Brissoni, 6 gennaio 1960.

### Regista
- L'alba dell'ultima sera di Riccardo Bacchelli, trasmessa il 19 ottobre 1951.
- Processo di famiglia di Diego Fabbri, 17 maggio 1954.
- Uomo e superuomo di George Bernard Shaw, 25 e 27 aprile 1956.
- Matilde di Eugène Scribe, 1⁰ ottobre 1956.
- Bettina di Alfred de Musset, 1⁰ ottobre 1956.
- Stefano di Jacques Deval, 15 ottobre 1956.
- Merluzzo di Marcel Pagnol, 22 aprile 1957.
- La Loira di André Obey, 3 maggio 1957.
- Le donne oneste di Henry Becque, 29 maggio 1957.
- Carmosina di Alfred de Musset, 3 settembre 1957.
- La bella del bosco di Jules Supervielle, 26 febbraio 1958.
- La fanciulla di neve di Aleksandr Nikolaevič Ostrovskij, 26 marzo 1958.
- L'uccellino azzurro di Maurice Maeterlinck, 21 maggio 1958.
- È buono? È malvagio? di Denis Diderot, 2 luglio 1958.
- Peter Pan di J. M. Barrie, 6 gennaio 1959.
- La scampagnata, testo e regia di Alessandro Brissoni, 5 febbraio 1959.
- Un ballo in maschera di Michail Jur'evič Lermontov, 25 febbraio 1959.
- La bottiglia del diavolo di Sancia Basco, 14 marzo 1959.
- Capitan Veleno di Edmondo Cotignoli, 15 aprile 1959.
- Il professor Taranne di Arthur Adamov, 24 aprile 1959.
- Una ragazza arrivò di Dino Buzzati, 28 aprile 1959.
- Ricordati di Cesare di Gordon Davion, 20 maggio 1959.
- Mani di Frane Adum, 24 luglio 1959.
- Angelique, musica di Jacques Ibert, 9 agosto 1959.
- Il mistero dell’uomo ovvero Il mistero della vita e della morte di Léon Chancerel, 2 novembre 1959.
- Se fossi re, musica di Adolphe Charles Adam, direttore Fulvio Vernizzi, 29 novembre 1959.
- L’altro mondo ovvero Gli stati e imperi della luna, testo e regia di Alessandro Brissoni, 1⁰ gennaio 1960.
- L’altro mondo ovvero Gli stati e imperi del sole, testo e regia di Alessandro Brissoni, 6 gennaio 1960.
- Amor di violino di Ermanno Carsana, 25 gennaio 1960.
- La leggenda della croce di Marie Luise Kaschnitz, 16 aprile 1960.
- Scandalo a Sweet Spring di Enrico Bassano e Dario Martini, 12 luglio 1960.
- Il puff di Eugène Scribe, 9 agosto 1960.
- Madame Sans-Gêne di Victorien Sardou e Émile Moreau, 28 settembre 1961.
- Il dramma degli apostoli di Max Mell, 31 maggio 1962.
- La scuola delle mogli di Molière, 17 dicembre 1962.
- La luna di Silvio Giovaninetti, 29 marzo 1963.
- Il malato immaginario di Molière, 28 ottobre 1964.
- Boubouroche di Georges Courteline, 1⁰ dicembre 1964.
- Maribel e una famiglia singolare di Miguel Mihura, 3 aprile 1965.
- Da Goupil a Margot di Armand Lanoux, 14 maggio 1966.
- L’eredità dei Voisey di Harley Granville-Barker, 22 agosto 1966.
- Cenetta a due di Yves Chatelain, 28 ottobre 1966.
- Oro, incenso e mirra di Luigi Chiarelli, 23 dicembre 1966.
- Il personaggio di Elettra da Eschilo a Sartre, a cura di Franco Serpa, 12 e 19 aprile 1967.
- Il rumore di Ludwig Harig, 10 giugno 1967.
- Il giardino sulla roccia di Enid Bagnold, 21 febbraio 1968.
- Troppo amato di Eugène Labiche e Alfred Delacour, 15 gennaio 1969.
- Se… di Lord Dunsany, 25 giugno 1969.
- Fine di un corridore di Maratona di Jiri Vilinek, 29 luglio 1970.
- Candida di George Bernard Shaw, 3 febbraio 1971.
- Vittime di John Finch, 10 agosto 1971.
- Watzlaw di Sławomir Mrożek, 22 maggio 1972.
- Insieme nel buio di Italo Alighiero Chiusano, 1⁰ novembre 1972.
- L’evaso del 19º piano di Massimo Franciosa e Luisa Montagnana, 11 aprile 1973.
- Baciami Alfredo di Carlo Terron, 22 luglio 1973. (radio svizzera)
- Appuntamento all’uscita di Vladimiro Cajoli, 5 settembre 1973.
- Pagine bianche di Frank Marcus, 23 maggio 1975.
- Guglielmo Tell di Friedrich Schiller, 3 agosto 1975. (radio svizzera)
- Ritorno dal carcere di Max Aub, 24 ottobre 1975.

## Teatro

### Autore
- La professione di eroe, Teatro sperimentale del GUF di Firenze, 7 febbraio 1935.
- La morte della fantasia, Teatro sperimentale del GUF di Firenze (1935)
- Quarantamila rondini, Teatro sperimentale del GUF di Firenze (stagione 1937-1938)
- Re Cervo, libero rifacimento della fiaba di Carlo Gozzi, Studio Eleonora Duse di Roma, 10 maggio 1938. (saggio di regia)
- l ragazzi di Siracusa, testo e regia di Alessandro Brissoni, Teatro del Corso di Bologna, 12 dicembre 1941.
- La casa sopra le nuvole, regia di Fernaldo Di Giammatteo, Teatro del GUF di Torino, 28 febbraio 1942.
- Il mago Girafavola, testo e regia di Alessandro Brissoni, Angelicum di Milano, 29 dicembre 1957.
- La principessa Radicchio, testo e regia di Alessandro Brissoni, Angelicum di Milano, 19 ottobre 1958.
- I pagliacci favolosi, girotondo di favole, testo e regia di Alessandro Brissoni, Angelicum di Milano, 20 dicembre 1959.
- La crociera dei pagliacci, testo e regia di Alessandro Brissoni, Teatro di Palazzo Grassi di Venezia, 20 ottobre 1970.

### Regista
- Re Cervo, libero rifacimento della fiaba di Carlo Gozzi, Studio Eleonora Duse di Roma, 10 maggio 1938. (saggio di regia)
- Il bosco di Lob di J. M. Barrie, Castello di Asolo, 26 agosto 1939.
- Molto rumore per nulla di William Shakespeare, Teatro Quirino di Roma, 15 dicembre 1939.
- Battaglione allievi di Siro Angeli, Teatro Quirino di Roma, 26 marzo 1940.
- Arrivi e partenze, tre atti unici di Thornton Wilder, Teatro Nuovo di Milano, 15 ottobre 1940.
- Uno strano tè in casa Halden di Fritz Koselka, Teatro Odeon di Milano, 25 novembre 1940.
- La conchiglia all’orecchio di Valentino Bompiani, Teatro Nuovo di Milano, 23 gennaio 1941.
- L’arcidiavolo di Radicofani di Tullio Pinelli, Teatro Sperimentale dei GUF di Firenze, 12 febbraio 1941.
- Nuvolinaria di Giovanni Mosca, Teatro Manzoni di Milano, 15 marzo 1941.
- La procura di Turi Vasile, Teatro Sperimentale dei GUF di Firenze, 21 aprile 1941.
- l ragazzi di Siracusa, testo e regia di Alessandro Brissoni, Teatro del Corso di Bologna, 12 dicembre 1941.
- Ballo in casa Papavert di Eugène Labiche, Teatro della Pergola di Firenze, 14 dicembre 1941.
- I pescatori di Arnaldo Vaccheri, Teatro Goldoni di Venezia, 4 gennaio 1942.
- Visita di condoglianze di Achille Campanile, Teatro Nuovo di Milano, 30 gennaio 1942.
- Lo specchio di Diego Calcagno e Vincenzo Spasiano, Teatro Piccinni di Bari, 26 febbraio 1942.
- La duchessa di Padova di Oscar Wilde, Teatro Manzoni di Milano, 5 marzo 1942.
- I denti dell'eremita di Carlo Terron, Teatro Nazionale dei GUF di Firenze, 6 aprile 1942.
- Angelica di Leo Ferrero, Teatro d’Arte di Firenze (aprile 1946)
- Una mela per Elena di Dino Falconi, Teatro del Parco di Milano, 18 luglio 1946.
- Sogno di una notte di mezza estate di William Shakespeare, Teatro dell’Arte di Milano, 7 ottobre 1946.
- Noè di André Obey, Teatro dell’Arte di Milano, 23 novembre 1946.
- I denti dell’eremita di Carlo Terron, Teatro dell’Arte di Milano, 6 dicembre 1946.
- Non potrete portarli con voi di George S. Kaufman e Moss Hart, Teatro Olimpia di Milano, 4 giugno 1947.
- La maschera e la grazia di Henri Ghéon, San Miniato, 17 luglio 1947.
- Il piatto d'argento di Mario Ronco, Teatro Nuovo di Milano, 28 ottobre 1947.
- Romeo e Giannetta di Jean Anouilh, Teatro Nuovo di Milano, 7 novembre 1947.
- Anfitrione 38 di Jean Giraudoux, Teatro Nuovo di Milano, 14 novembre 1947.
- Candida di George Bernard Shaw, Teatro Nuovo di Milano, 14 novembre 1947.
- Sposateci, signore di Jean De Létraz, Teatro Nuovo di Milano, 6 dicembre 1947.
- La porta chiusa di Marco Praga, Teatro Odeon di Milano, 13 gennaio 1948.
- Scendete, vi chiamano! di Jean de Létraz, Teatro Odeon di Milano, 27 gennaio 1948.
- Stefano di Jacques Deval, Teatro Odeon di Milano, 10 febbraio 1948.
- Due mondi di Rose Franken, Teatro Odeon di Milano, 25 febbraio 1948.
- Sogno di una notte di mezza estate di William Shakespeare, Castello di San Giusto di Trieste, 5 agosto 1948.
- Questa sera si recita a soggetto, di Luigi Pirandello, Teatro delle Arti di Roma, 22 ottobre 1948.
- Proibito al pubblico di Rogers Dornès e Jean Marsan, Teatro Eliseo di Roma, 9 novembre 1948.
- Le mani sporche di Jean Paul Sartre, Teatro Odeon di Milano, 26 gennaio 1949.[6]
- Ardelia o la margherita di Jean Anouilh, Teatro Odeon di Milano, 15 febbraio 1949.
- I capricci di Marianna di Alfred De Musset, Capri, Giardini di Augusto, 18 agosto 1949.
- L'alba dell'ultima sera di Riccardo Bacchelli, Teatro La Fenice di Venezia, 27 settembre 1949; Piccolo Teatro di Milano, 30 settembre 1949.
- Il piccolo caffè di Tristan Bernard, Teatro Quirino di Roma, 15 novembre 1949.
- Quel signore che venne a pranzo di George S. Kaufman e Moss Hart, Teatro Eliseo di Roma, 23 novembre 1949.
- Dieci poveri negretti di Agatha Christie, Teatro delle Arti di Roma, 3 marzo 1950.
- Anche i grassi hanno l'onore di Valentino Bompiani, Teatro della Pergola di Firenze, 26 aprile 1950.
- Molto rumore per nulla di William Shakespeare, Teatro romano di Verona, 9 agosto 1950.
- La scuola delle mogli di Molière, Giardini di Augusto di Capri, 26 agosto 1950.
- Harvey di Mary Chase, Teatro Eliseo di Roma, 1⁰ dicembre 1950.
- Giorgio Washington ha dormito qui di George S. Kaufman e Moss Hart, Teatro Odeon di Milano, 29 dicembre 1950.
- Sulle soglie della storia di Anna Bonacci,[7] Teatro Excelsior di Milano, 26 febbraio 1951.
- Ritorna, piccola Sheba di William Inge, Teatro Nuovo di Milano, 1⁰ marzo 1951.
- La bottega del caffè di Carlo Goldoni, Teatro Comunale di Bologna, marzo 1951
- Il complesso di Filemone di Jean Bernard-Luc, Teatro Odeon di Milano, 23 ottobre 1951.
- O di uno o di nessuno di Luigi Pirandello, Teatro Odeon di Milano, 9 novembre 1951.
- Primo amore di André Josset,[8] Teatro del Casinò di Sanremo, 19 gennaio 1952.
- Gorgonio di Tullio Pinelli,[9] Teatro Valle di Roma, 3 febbraio 1952.
- Svolta pericolosa di John Boynton Priestley, Teatro Eliseo di Roma, 18 marzo 1952.
- La capannina di André Roussin, Teatro Eliseo di Roma, 15 aprile 1952.
- Sogno di una notte di mezza estate di William Shakespeare, musiche di Felix Mendelssohn, Giardino Giusti di Verona, 5 luglio 1952.
- Le Trachinie di Sofocle, Teatro Olimpico di Vicenza, 5 settembre 1952.
- L'adolescente di Jacques Natanson, Teatro Manzoni di Milano, 14 ottobre 1952.
- La ragazza da portare in collo di Peter Blackmore, Teatro Manzoni di Milano, 25 ottobre 1952.
- La rabbia nel cuore di Paul Vandenberghe, Teatro Manzoni di Milano, 21 novembre 1952.
- Eduardo e Carolina di Félicien Marceau e Belisario Randone, Teatro della Pergola di Firenze, 17 dicembre 1952.
- Processo di famiglia di Diego Fabbri, Teatro Carignano di Torino, 11 dicembre 1953.
- L'ora della fantasia di Anna Bonacci, Teatro Odeon di Milano, 6 febbraio 1954.
- Il cardinale Lambertini di Alfredo Testoni, Teatro del Casinò di Sanremo, 12 febbraio 1954.
- Molto rumore per nulla di William Shakespeare, Teatro di San Carlo di Napoli, 26 agosto 1954.
- La cucina degli angeli di Albert Husson, Teatro Nuovo di Trieste, 23 dicembre 1954.
- Rinaldo e Armida di Jean Cocteau, Villa Olmo di Como, 9 settembre 1955.
- Paolino ha disegnato un cavallo di Lesley Storm, Teatro Manzoni di Milano, 8 ottobre 1955.
- L’ispezione di Orio Vergani, Teatro Olimpia di Milano, 25 ottobre 1955.
- Drammatica fine di un noto musicista di Dino Buzzati, Teatro Olimpia di Milano, 25 ottobre 1955.
- Resisté di Indro Montanelli, Teatro Olimpia di Milano, 25 ottobre 1955.
- Il principale di Luigi Barzini junior, Teatro Olimpia di Milano, 3 novembre 1955.
- L’ammiraglio degli oceani e delle anime di Rosso di San Secondo, Teatro Olimpia di Milano, 15 novembre 1955.
- Buona notte, Patrizia! di Aldo De Benedetti, Teatro Manzoni di Milano, 13 ottobre 1956.
- Il signor Masure di Claude Magnier, Teatro Manzoni di Milano, 3 novembre 1956.
- Serata romantica, da Alfred de Musset, Teatro Qui si sana di Capri, 13 settembre 1957.
- Madama Sangenella di Eduardo Scarpetta, Teatro San Ferdinando di Napoli, 4 ottobre 1957.
- Il mago Girafavola, testo e regia di Alessandro Brissoni, Angelicum di Milano, 29 dicembre 1957.
- La testa sulle spalle e Il dramma, la commedia, la farsa di Luigi Antonelli, Teatro Prisma di Lugano, 21 gennaio 1958.
- Molto rumore per nulla di William Shakespeare, Teatro di Verdura di Palermo, 16 agosto 1958.
- La trappolaria di Giovanni Battista Della Porta, Teatro di Verdura di Palermo (agosto 1958)
- La principessa Radicchio, testo e regia di Alessandro Brissoni, Angelicum di Milano, 19 ottobre 1958.
- Giulietta e Romanoff di Peter Ustinov, Teatro Eleonora Duse di Genova, 13 dicembre 1958.
- Il galantuomo per transazione di Giovanni Giraud, Teatro Eleonora Duse di Genova, 13 gennaio 1959.
- Manfredi di George Gordon Byron, Conservatorio di Musica Giuseppe Verdi di Milano, 20 febbraio 1959.
- I pagliacci favolosi, testo e regia di Alessandro Brissoni, Angelicum di Milano, 20 dicembre 1959.
- L’aver cura di donne è pazzia ovvero Il cavalier parigino di Giovan Battista Fagiuoli, Teatro Stabile di Firenze, 12 gennaio 1961.
- La bella Rosin di Enrico Bassano e Dario Martini, Torino, 22 giugno 1961.
- Aquila bianca di Gici Ganzini Granata, Angelicum di Milano, 12 novembre 1961.
- Nozze di sangue di Federico García Lorca, Piccolo Teatro Stabile della Città di Firenze, 16 marzo 1962.
- Le donne sapienti di Molière, Teatro Olimpico di Vicenza, 7 settembre 1962.
- Casa a due porte non puoi sorvegliare di Pedro Calderón de la Barca, Teatro Olimpico di Vicenza, 6 settembre 1963.
- La principessa Radicchio, scritto e diretto da Alessandro Brissoni, Angelicum di Milano, 21 dicembre 1963. (nuovo allestimento)
- Le avventure di Pinocchio, da Collodi, Teatro del Ridotto di Venezia, 23 settembre 1964.
- I frigoriferi di Mario Fratti,[10] Teatro Manzoni di Pistoia, 5 giugno 1965.
- La Tancia di Michelangelo Buonarroti il Giovane, Teatro del Convegno di Milano, 26 febbraio 1966.
- L'alba, il giorno, la notte di Dario Niccodemi, Teatro del Convegno di Milano, 6 maggio 1966.
- Le sedie di Eugène Ionesco, Teatro del Convegno di Milano, 6 maggio 1966.
- Maschere scandalizzate di Carlo Marcello Rietmann, Teatro Sant’Erasmo di Milano, 18 ottobre 1966.
- Il topo verde di Silvano Ambrogi, Teatro Sant’Erasmo di Milano, 18 ottobre 1966.
- Una famiglia molto unita di Aldo Nicolaj, Teatro Sant’Erasmo di Milano, 18 ottobre 1966.
- Molto rumore per nulla di William Shakespeare, Teatro Musco di Catania, 18 novembre 1966.
- La crociera dei pagliacci, testo e regia di Alessandro Brissoni, Teatro di Palazzo Grassi di Venezia, 20 ottobre 1970.
- Le mille e una Italia di Umberto Simonetta ed Enrico Vaime, Teatro dell’Arte di Milano, 9 marzo 1971.

## Opera lirica
- La gazza ladra di Gioachino Rossini, direttore Riccardo Zandonai, Teatro Rossini di Pesaro, 21 agosto 1941.
- Gli incatenati di Renzo Bianchi, direttore Jonel Perlea, Teatro alla Scala di Milano, 7 maggio 1948.
- La sacra rappresentazione di Abram e d'Isaac di Ildebrando Pizzetti, direttore Nino Sanzogno, Teatro alla Scala di Milano, 19 febbraio 1949.
- Le astuzie femminili di Domenico Cimarosa, Teatro di San Carlo di Napoli, 9 marzo 1949.
- Le pauvre matelot di Darius Milhaud, direttore Nino Sanzogno, Teatro alla Scala di Milano, 12 maggio 1949.
- Il combattimento di Tancredi e Clorinda di Claudio Monteverdi, dirige Nino Sanzogno, Teatro di San Carlo di Napoli, 12 aprile 1952.
- Il matrimonio segreto di Domenico Cimarosa, scene di Giancarlo Bartolini Salimbeni, Teatro di San Carlo di Napoli (1952)
- Il flauto magico di Wolfgang Amadeus Mozart, direttore Hermann Scherchen, Teatro di San Carlo di Napoli, 7 febbraio 1953.
- Novità del giorno (Neues vom Tage) di Paul Hindemith, coregia di Rinaldo Küfferle, Teatro di San Carlo di Napoli, 7 aprile 1954.
- I capricci di Marianna di Henri Sauguet, direttore Franco Caracciolo, Teatro di San Carlo di Napoli, 3 dicembre 1955.
- Matrimonio al convento di Sergej Prokof'ev, dirige Fabien Sevitzky, Teatro di San Carlo di Napoli, 24 aprile 1959.
- Scugnizza, libretto di Carlo Lombardo, musica di Mario Pasquale Costa, Castello di San Giusto di Trieste, 22 luglio 1959.
- Le astuzie femminili di Domenico Cimarosa, direttore Mario Rossi, Teatrino di Corte di Napoli, 25 settembre 1959.
- La gazzetta di Gioachino Rossini, direttore Franco Caracciolo, Teatrino di Corte di Napoli, 27 settembre 1960.
- La pietra del paragone di Gioachino Rossini, direttore Mario Rossi, coregia di Mario Boschini, Teatro La Fenice di Venezia, 26 aprile 1962.
- Il contrabbasso di Valentino Bucchi, coregia di Mario Boschini, Teatro La Fenice di Venezia, 26 maggio 1962.
- La storia del soldato di Igor' Stravinskij, coregia di Andrea Cardile, Teatro La Fenice di Venezia, 26 maggio 1962.
- L'infedeltà delusa di Franz Joseph Haydn, direttore Franco Caracciolo, Reggia di Capodimonte di Napoli, 6 ottobre 1962.
- Il ratto dal serraglio di Wolfgang Amadeus Mozart, direttore Ettore Gracis, Reggia di Capodimonte di Napoli, 11 ottobre 1962.
- Orfeo all’inferno di Jacques Offenbach, direttore Nino Verchi, Teatro di San Carlo di Napoli, 15 febbraio 1963.
- Le pauvre matelot di Darius Milhaud, direttore Franco Caracciolo, Auditorium Rai di Napoli, 21 settembre 1963.
- Don Giovanni di Gian Francesco Malipiero, direttore Franco Caracciolo, Auditorium Rai di Napoli, 21 settembre 1963.
- Lo scoiattolo in gamba, libretto di Eduardo De Filippo, musica di Nino Rota, direttore Franco Caracciolo, Auditorium Rai di Napoli, 21 settembre 1963.
- Il ratto dal serraglio di Wolfgang Amadeus Mozart, direttore Ettore Gracis, Teatro La Fenice di Venezia, 1⁰ febbraio 1964. (nuovo allestimento)
- I due baroni di Roccazzurra, musica di Domenico Cimarosa, direttore Luigi Colonna, Auditorium Rai di Napoli, 6 dicembre 1964.
- Le nozze per puntiglio di Valentino Fioravanti, direttore Massimo Pradella, Auditorium Rai di Napoli, 10 ottobre 1965.
- Colui che dice di sì (Der Jasager), libretto di Bertolt Brecht, musica di Kurt Weill, Auditorium Rai di Napoli, 17 ottobre 1965.
- La vedova scaltra di Ermanno Wolf-Ferrari, direttore Alberto Zedda, Teatro di San Carlo di Napoli, 26 marzo 1966.
- Falstaff di Giuseppe Verdi, direttore Fernando Previtali, Teatro Verdi di Trieste, 9 novembre 1967.
- I quattro rusteghi di Ermanno Wolf-Ferrari, direttore Alberto Zedda, Teatro di San Carlo di Napoli, 11 gennaio 1969.
- L'elisir d'amore di Gaetano Donizetti, direttore Piero Bellugi, Teatro Nuovo di Torino, 24 aprile 1969.
- Il barbiere di Siviglia di Gioachino Rossini, direttore Franco Caracciolo, Teatro Nuovo di Torino, 12 febbraio 1970.
- Madama Butterfly di Giacomo Puccini, direttore Gianandrea Gavazzeni, Teatro Nuovo di Torino, 14 maggio 1970.
- Il giovedì grasso o sia Il nuovo Pourceaungac e Rita, ou Le mari battu di Gaetano Donizetti, direttore Luciano Rosada, Piccola Scala di Milano, 18 febbraio 1971.

## Opere

### Teatro e letteratura per l’infanzia
- La casa sopra le nuvole, un atto, di Alessandro Brissoni, "Il Dramma", n. 359, 1 agosto 1941, pp. 40–44
- Re Cervo, libera riduzione in 2 parti e 4 quadri dalla fiaba di Carlo Gozzi, Roma, Edizioni Roma, 1941; Vicenza, Neri Pozza, 1966.
- La regina del cielo, mistero tibetano, versione di Maud e Alessandro Brissoni, illustrazioni di Alessandro Brissoni, Firenze, Libreria del Teatro, 1944[11]
- Scaramuccia, di Tiberio Fiorilli, presentazione e disegni di Alessandro Brissoni, Firenze, Libreria del Teatro, 1944
- I tre regni di Lin Fu, di Alessandro Brissoni, con illustrazioni dell'autore, Firenze, B. Cennini, 1945
- Il cavallo volante, di Domenico Giuliotti, illustrazioni di Alessandro Brissoni, Firenze, B. Cennini, 1945
- L'albero del destino, di Gino Bizzarri, illustrazioni di Alessandro Brissoni, Firenze, B. Cennini, 1945
- Il marchese di Carabà, fiaba in 4 atti, di Dante Cicognani, tavole fuori testo e copertina di Alessandro Brissoni, Firenze, Cianferoni, 1945
- Fior di lupino, fiaba in tre tempi, di Tea De Seras, illustrazioni di Alessandro Brissoni, Firenze, Vallecchi, 1947
- Le zanzare magiche e altre favole da raccontare, di Alessandro Brissoni, Torino, ERI, 1964[12]